# MG TC
MG TC – samochód osobowy produkowany przez przedsiębiorstwo MG w latach 1945-1949.
Model TC, o obniżonej przedniej szybie, odsłaniającej opcjonalne osłony aerodynamiczne, wyglądał na idealny samochód sportowy i trafiał w gusta wielu amerykańskich nabywców.
Karoseria tego modelu skonstruowana została w oparciu o stalowe poszycie na jesionowej ramie nadwozia, podwozie zaś stanowiła stalowa rama.

## Dane techniczne
- R4 1,2 l (1249 cm3), 2 zawory na cylinder, OHV[1]
- Układ zasilania: dwa gaźniki SU[1]
- Moc maksymalna: 54 KM przy 5200 obr./min.[1]
- Prędkość maksymalna: 129 km/h

- Zawieszenie: wzdłużne resory piórowe[1]